# Macrander (familie)

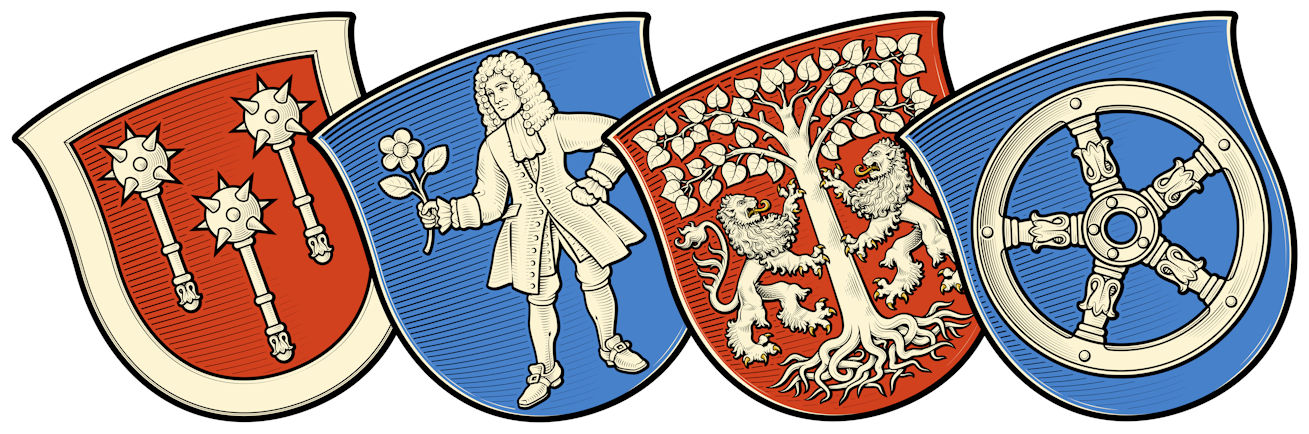
Vier wapens van de familie Macrander (Langemann), getekend door Vadym Burla

De familie Macrander is oorspronkelijk van Duitse origine. De naam Macrander is een vergrieksing van de naam Langemann door de grafelijk raadsheer Arnold Langemann (1566 - 1620) uit Mengeringhausen, Waldeck (Hessen). De stad Wetzlar (Lahn-Dill-Kreis, Hessen) heeft een prominente plaats in de familiegeschiedenis. De Duitse historicus Prof. Dr. Hans-Werner Hahn heeft het in zijn boek “Altständisches Bürgertum zwischen Beharrung und Wandel - Wetzlar 1689-1870” over het geslacht Macrander als “Ratsfamilie”. 
Het Meertens Instituut zegt in de Nederlandse Familienamenbank het volgende:
In Duitsland, maar vooral ook in Zweden werden samenstellingen op -ander < (Grieks) anèr 'man' populair, waarmee onder meer eigenschapsaanduidingen en beroepsaanduidingen vergriekst konden worden. Enkele daarvan zijn ook naar Nederland doorgedrongen en komen nu nog als familienaam voor, b.v. Macrander, samengesteld uit Grieks makros 'lang' + ander < anèr 'man', vgl. Johannes Macrander, ofwel Langemann (BBKL V 1893, p 542)

## Stamvader van de Nederlandse tak
Johann Gottfried (Fredrik) Macrander (6 maart 1697 - ca. 1749) uit Wetzlar kwam vanuit Duitsland naar Nederland als korporaal in het Pruisische cavalerie-regiment "Prinz von Hessen-Philippsthal", dat in dienst stond van het Nederlandse "Staatse leger". Fredrik Macrander trouwde met Anna-Aleida Scheers uit 's-Heerenberg en samen kregen zij vijf kinderen. Fredrik stierf rond 1749 door onbekende oorzaak. Anna-Aleida Scheers hertrouwde op 16-11-1749 in 's-Heerenberg met Steven van Uem (Uum).